# Orgullo Antioqueño
O Orgullo Paisa (Código UCI: EOP) é uma equipa ciclista colombiana de categoria Continental com sede na cidade de Medellín.

## História

### Como amador
A equipa tem base no Orgullo Paisa, um programa e escola de ciclismo do Departamento de Antioquia, que tem como objectivo fomentar a prática do ciclismo e desenvolver actividades que contribuam com a formação de ciclistas de todas as categorias: elite, sub-23, juvenil e prejuvenil.
O programa Orgullo Paisa foi criado em 1993 com o auspício do governo do departamento e a equipa tem sido chamado de diferentes maneiras ao longo da sua história. Costumava chamar-se com o próprio nome do governo (Gobernación de Antioquia), ou como Indeportes Antioquia, ou além destes com um co-patrocinador ou inclusive o nome de Orgullo Paisa ou Orgullo Antioqueño.
Em 2009 chegou ás suas fileiras um dos melhores ciclistas que tem dado Colômbia nos últimos tempos, Santiago Botero, com olhos ao calendário colombiano e em especial à Volta à Colômbia, mas Botero pese a ganhar a contrarrelógio, abandonou em 11.ª etapa por problemas físicos
Para 2010, Botero continuou como chefe de filas da equipa, mas ficou doente do dengue, com o qual deveu deixar de correr durante um tempo. Depois de recuperado começou os treinamentos para a disputa da Volta a Colombia mas ao não se encontrar cem por cento e se sentir desmotivado optou por pôr ponto final à sua carreira ciclística, mas continuou unido à equipa como director desportivo
A equipa procurou rapidamente um novo chefe de filas e contratou ao espanhol Óscar Sevilla, que já se encontrava na Colômbia disputando algumas competições nacionais em equipas amadoras, após deixar a sua anterior equipa, o Rock Racing.
Na Volta à Colômbia venceram na classificação por equipas e também ocuparam os dois primeiros lugares do pódio com Sergio Henao e Óscar Sevilla respectivamente.

### 2011

#### Salto ao profissionalismo

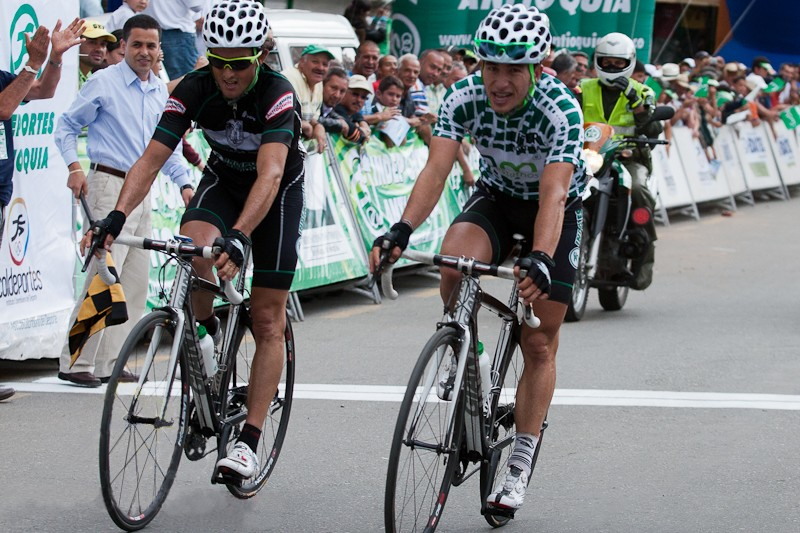
Sevilla e Henao, as cartas de triunfo da equipa em 2011

A partir de 2011 obteve a licença continental, e o nome com o qual se registou na UCI, se deveu além da o governo, a Indeportes Antioquia, um instituto descentralizado do governo cujas funções são as de asesorar em desporto, educação física e recreação às organizações desportivas do departamento.
Além de Sevilla que continuou no plantel, se somou outro espanhol, José Enrique Gutiérrez, que apesar de que tinha deixado o ciclismo na temporada de 2010, lhe seduziu a oferta da equipa bem como de regressar a competir junto ao seu compatriota.
Com o objetivo de defender o título da Volta â Colômbia, a equipa centrou-se no calendário nacional, onde ganhou competenções como a Volta ao Tolima, a Clássica Internacional do Café e os Clássica Heróis da Pátria e a Volta a Antioquia, deixando de lado a possibilidade de ir competir em várias provas do calendário espanhol. Apesar disso, não pôde reter o título na Volta à Colômbia, já que os seus melhores corredores foram Henao e Sevilla na 4º e 5.ª posição respetivamente.
Em agosto, a equipa foi convidada a duas competições dos Estados Unidos válidas para o UCI America Tour. A primeira foi o Tour de Utah, onde triunfaram na classificação por equipas e a nível individual Janier Acevedo e Sergio Luis Henao somaram 3 etapas. Henao teve uma destacada atuação, já que foi o líder da carreira durante 3 etapas, ganhou a etapa reina com chegada em alto e finalizou no podio em 2.ª posição.
A segunda competição nos Estados Unidos foi o USA Pro Cycling Challenge que se disputou de 22 ao 28 de agosto, mas a equipa não repetiu a boa atuação do Tour de Utah e seus melhores corredores foram Acevedo, Sevilla e Henao nas posições 17, 18 e 19 respetivamente.

### 2012

#### Dúvidas sobre a continuidade
A temporada de 2012 apresentou sérias dificuldades para a equipa. Santiago Botero anunciou que a equipa não tinha assegurada a sua permanência nem continuidade como conquanto se esperava um recorte do orçamento de 30%, os principais patrocinadores (a Gobernación de Antioquia e Indeportes Antioquia) recortaram outro mais 30% para destinar a outros desportos e ao patrocínio de outras categorias.
Isto levou a Botero a procurar apoio em empresas privadas e depois de semanas de incerteza, a fins de fevereiro se anunciou que a equipa continuaria com o patrocínio a Fábrica de Licores de Antioquia.
Ainda que o acordo teve o aval do governador de Antioquia, Sergio Fajardo, este especificou que a gobernación patrocinará à equipa só na temporada de 2012. Depois dedicar-se-á à promoção e ensino do desporto em municípios, escolas e colégios, motivo pelo qual autorizou aos directores da equipa a procurar para 2013 patrocínio privado.
Depois do acordo, nas carreiras do calendário nacional a equipa costuma ser denominado Aguardiente Antioqueño-Lotería de Medellín<fref>Julián Rodas campeão dos Clássica Heróis da Pátria indesportosantioquia.gov.co</ref> Não assim nas carreiras internacionais como a Volta ao México que ganhou Julián Rodas onde se utilizou o nome registado em UCI.
A isto se somou a perda de dois do seus ciclistas referentes, Sergio Henao e Óscar Sevilla. Henao, foi contratado pela equipa ProTeam Sky e Sevilla foi suspenso por um controle antidoping positivo em 2010.

### 2014
Iniciou-se a temporada com um elenco de 18 ciclistas, dez deles na categoria elite e oito da categoria sub-23, a equipa teve a sua primeira concentração no município de Guatapé onde os pedalistas realizaram várias actividades, como treinamentos específicos, encontro com patrocinadores, palestras informativas, e integração de todo o plantel. O maior objectivo da equipa era ter uma boa figuração dos seuas ciclistas na Volta à Colômbia.
Os primeiros triunfos chegaram nas principais carreiras do calendário nacional, tais como a Volta ao Tolima, com triunfo na primeira etapa para Mauricio Ortega, a Volta a Sucre, com dois triunfos de etapa e a classificação geral de Mauricio Ortega. No mês de abril, na cidade de Cartagena, o ciclista Carlos Mario Ramírez impôs-se no Campeonato da Colômbia de Contrarrelógio (Sub-23).
Mais adiante, a equipa adere-se ao movimento "Por um Ciclismo Ético", que procura proteger a saúde do desportista e promover o ciclismo baseado em valores por uma competição em condições de jogo limpo e livre de dopagem, de maneira que se contribua com o crescimento e a educação dos desportistas no alto rendimento.
A metade de temporada, os triunfos de etapa continuaram e chegaram nas principais carreiras do calendário nacional, tais como a Volta a Antioquia, a clássica do Carmen de Viboral, a clássica de Fusagasugá, e a clássica cidade de Girardot.
A equipa preparou-se para disputar a Volta à Colômbia com uma nómina de 9 experimentados corredores, os quais tiveram uma destacada actuação dos ciclistas Jairo Cano Salas quem ganhou uma etapa da carreira, e Mauricio Ortega quem foi quarto na classificação geral.
No mês de Outubro a equipa anunciou importantes contratações face à temporada de 2015, a primeira incorporação será de Óscar Sánchez quem vem de correr no Brasil com a equipa da categoria Continental a Funvic Brasilinvest, também foi anunciado o corredor nariñense Robinson Chalapud quem será outro novo integrante do equipa ciclista colombiano para a proxima temporada, substituindo como líder de esquadra a Alex Cano, o corredor paisa sai da equipa para tomar novos rumos na elite europeia e será integrante da equipa ciclista colombiano de categoria Profissional Continental a Team Colombia.
O final de temporada da equipa termina com broche de ouro com o ciclista colombiano Alex Cano como campeão da edição cinquenta e quatro da Volta a Guatemala; toda a equipa teve uma destacada representação em território centroamericano, além do título geral com Alex Cano, também se obteve o título da categoria sub-23 com Brayan Sánchez, e se somaram três triunfos de etapa com Óscar Álvarez e Alex Cano que ademais serviu como despedida de seu chefe de filas.
Para o ano 2015, a equipa espera voltar à categoria Continental, o presidente da Federação Colombiana de Ciclismo, remeteu uma carta à UCI para expressar de modo formal a solicitação das equipas colombianas que aspiram a ser equipas continentais do proximo ano.

### 2015
A equipa recebeu de parte da UCI, seu rendimento oficial à categoria Continental, onde já esteve na temporada 2011 e 2012, com o fim de regressar às concorrências a nível internacional do calendário América UCI. Dentro das mudanças que a equipa apresentou a início de ano, tem sido a confirmação de uma nómina de 18 corredores para cumprir com a exigência que faz a UCI ao pertencer à categoria Continental.
Em fevereiro alguns corredores da equipa participaram nos Campeonatos da Colômbia de Ciclismo, onde o ciclista Robinson Chalapud se coroa campeão nacional de ciclismo em Estrada na prova que se disputou em estradas antioqueñas sobre 188.8 quilómetros.

### 2016 - 2017
A equipa desceu novamente à categoria amador devido à mudança de governador e de vários directores de entidades do departamento, que afectaram directamente à esquadra para conseguir a fonte do patrocínio do orçamento anual da equipa. No entanto, no mês de Maio depois de superar vários problemas administrativos, o Governador de Antioquia, deu-lhe um aviso aos 21 ciclistas que desfrutaram do calendário nacional. Os maiores triunfos desta temporada a equipa consegue-os na Volta à Colômbia com 2 etapas parciais vencidas.

## Material ciclista
Para o ano 2018 a equipa utiliza bicicletas Giant, equipadas com grupos e rodas Shimano Dura-Ace.

## Classificações UCI
As classificações da equipa e de sua ciclista mais destacado são as seguintes:

### UCI America Tour
| Temporada | Classificação por equipas | Melhor corredor   | Posição |
| 2010-2011 | 5º                        | Sergio Luis Henao | 3º      |
| 2011-2012 | 10º                       | Julián Rodas      | 30º     |
| 2013-2014 | align="center"            | Alex Cano         | 14º     |
| 2015      | 8º                        | Robinson Chalapud | 30º     |
| 2018      | 28º                       | Danny Osorio      | 180º    |
| 2019      |                           |                   |         |

## Palmarés
Para anos anteriores veja-se: Palmarés do Orgullo Antioqueño.

### Palmarés 2019

#### Circuitos Continentais UCI
| Datas | Circuito | Carreiras | Ganhador |
|       |          |           |          |

#### Campeonatos nacionais
| Datas | Carreiras | Ganhador |
|       |           |          |

## Plantel
Para anos anteriores, veja-se Elencos do Orgullo Antioqueño

### Elenco de 2019
| Integrantes da equipe 2019             | Integrantes da equipe 2019 | Integrantes da equipe 2019                   | Integrantes da equipe 2019 |
| Ciclista                               | Data de nascimento         | Equipe anterior                              |                            |
| -------------------------------------- | -------------------------- | -------------------------------------------- | -------------------------- |
| Daniel Arroyave Cañas (1 jan.–31 mai.) | 19 junho 2000              |                                              |                            |
| Kevin Cano                             | 4 junho 1997               | AV Villas (2018)                             |                            |
| Didier Chaparro                        | 7 julho 1987               | Supergiros (2018)                            |                            |
| David Santiago Gómez                   | 22 janeiro 1999            |                                              |                            |
| José Tito Hernández                    | 8 maio 1994                | GW Shimano (2016)                            |                            |
| Edison Muñoz                           | 7 maio 1995                |                                              |                            |
| Stiber Ortiz                           | 12 agosto 1980             | Movistar Team América (2016)                 |                            |
| Danny Osorio                           | 24 junho 1988              | Blanco del Valle-Redetrans-Supergiros (2014) |                            |
| Edison Osorio Calle                    | 22 outubro 1995            |                                              |                            |
| Juan Pablo Restrepo Herrera            | 2 abril 2000               |                                              |                            |
| Cristian Ruiz                          | 17 maio 1997               | Manzana Postobón (2017)                      |                            |
| Brayan Sánchez                         | 3 junho 1994               | Holowesko Citadel (2018)                     |                            |
| Mateo Uribe Mazo                       | 29 maio 1996               |                                              |                            |
| Juan Esteban Villada                   | 22 outubro 1998            |                                              |                            |
| Camilo Zapata Morales                  | 29 outubro 2000            |                                              |                            |
|                                        |                            |                                              |                            |
| Fonte: ProCyclingStats                 |                            |                                              |                            |

## 2
1. ↑  Orgullo paisa suarez.com
2. ↑  Santiago Botero ficha pelo Orgullo Paisa lostxirrindularis.com
3. ↑  Santiago Botero insinua sua retirada do ciclismo depois de abandonar a Volta a Colômbia colombia.com
4. ↑  O colombiano Santiago Botero se retira do ciclismo Arquivado em 18 de maio de  2011, no Wayback Machine. suite101.net
5. ↑  Óscar Sevilla ficha pelo Orgullo Paisa colombiano até final de ano latribunadealbacete.es
6. ↑  Sergio Luis Henao ganhou a Volta a Colômbia elcolombiano.com
7. ↑  O Orgullo Paisa será continental e confirma 11 corredores biciciclismo.com
8. ↑  Indeportes Antioquia paisadeportes.com
9. ↑  Sevilla e Quique Gutiérrez, com o Gobernación de Antioquia continental biciciclismo.com
10. ↑  Orgullo Paisa decide centrar-se em Colômbia. Sevilla: “O melhor está por chegar” biciciclismo.com
11. ↑  O Gobernación de Antioquia recebe três convites internacionais biciciclismo.com
12. ↑  Sergio Luis Henao continua líder do Tour de Utah depois de segunda etapa eltiempo.com
13. ↑  Henao ganhou a última etapa do Tour de Utah e ficou subcampeón caracoltv.com
14. ↑  USA Pro Cycling Challenge-Teams Site oficial
15. ↑  O “Orgullo Paisa” está na sensata floja. O recorte de orçamento o tem em vilo minuto30.com
16. ↑  Equipas 2012: Orgullo paisa segue com apoio de Gobernación através do F.L.A revistamundociclistico.com
17. ↑  Results - Cycling - Road 2012 Men Elite Vuelta Mexico Telmex (MEX/2.2) Arquivado em 8 de dezembro de  2015, no Wayback Machine. Web oficial UCI
18. ↑  Robinson Chalapud nuevo integrante de Orgullo Antioqueño Arquivado em 22 de outubro de  2014, no Wayback Machine. orgulloantioqueno.com
19. ↑  Primeras incorporaciones al Team 2015: Alex Cano Arquivado em 22 de outubro de  2014, no Wayback Machine. colombiacyclingpro.com
20. ↑  El colombiano Alex Cano, campeón de la Vuelta a Guatemala 2014 elespectador.com
21. ↑  Los equipos colombianos aspiran ser continentales en 2015 biciciclismo.com
22. ↑  Orgullo Paisa ingressou ao ranking UCI Continental 2015 desportosrcn.com
23. ↑  Robinson Chalapud coroa-se campeão nacional de estrada 2015 elcolombiano.com
24. ↑  Robinson Chalapud coroa-se como o campeão nacional de estrada elite 2015 caracol.com.co
25. ↑  Robinson Chalapud se coroa como o campeão nacional de estrada elite 2015 biciciclismo.com
26. ↑  «Revolcón no Orgullo Antioqueño 2016»
27. ↑  «O Orgullo Antioqueño seguirá pedaleando no 2016»